# Jørgen Hansen (narciarz)
Jørgen Hansen (ur. 21 stycznia 1885 r, zm. 2 października 1971) – norweski kombinator norweski i biegacz narciarski uczestniczący w zawodach w latach 1910-1919. Zdobył on wraz z Hansem Hornem medal Holmenkollen w 1918.